# اشچپان پولیه
اشچپان پولیه (به لاتین: Šćepan Polje) یک منطقهٔ مسکونی در مونته‌نگرو است که در شهرداری پلوژینه واقع شده‌است.